# 拉布雷阿

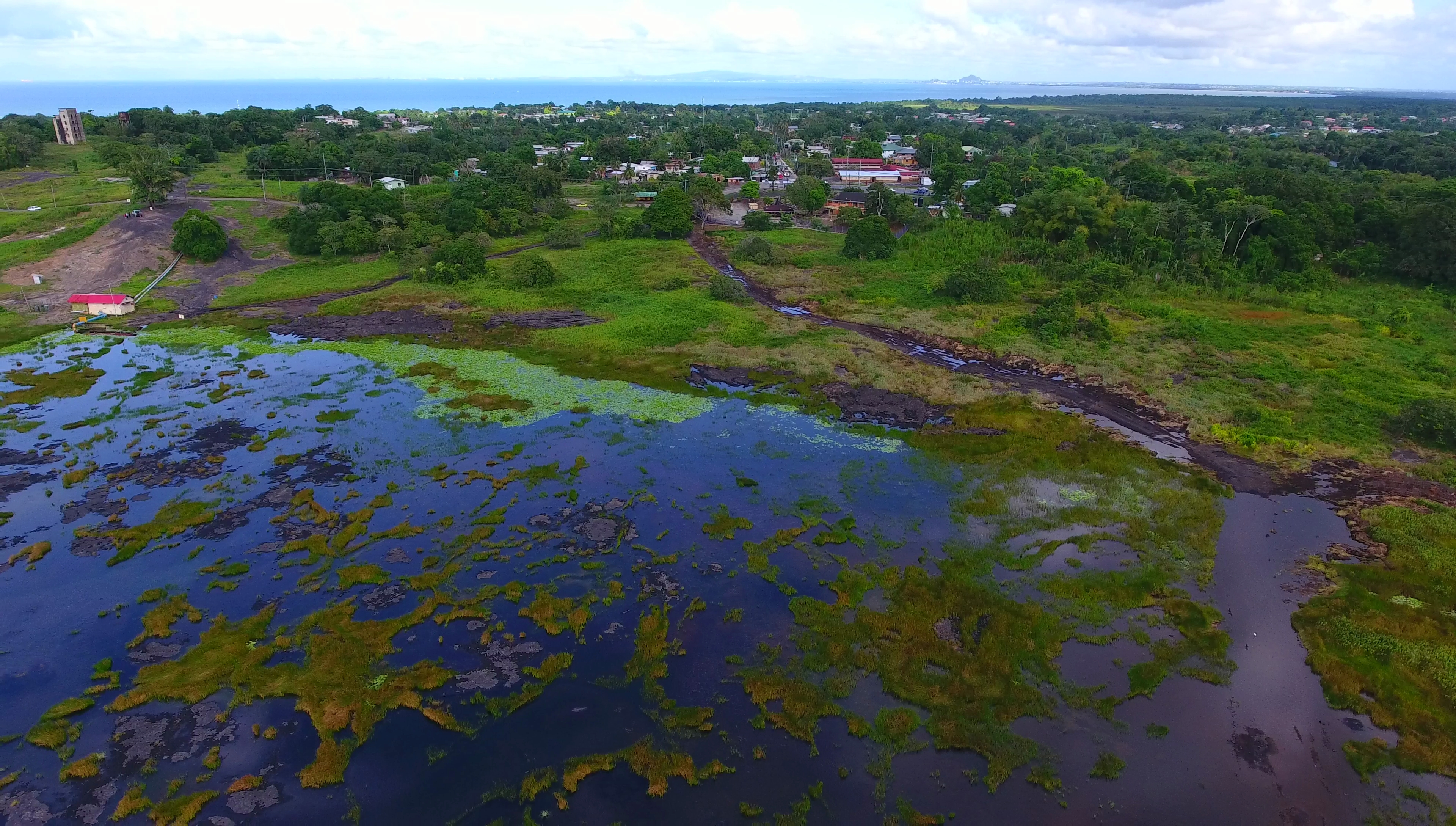
拉布雷阿

拉布雷阿（英語：La Brea）是加勒比海岛国特立尼达和多巴哥特立尼达岛西南部中的一座城镇，行政上由锡帕里亚地区管辖。位于波因特福廷东北部和圣费尔南多西南部之间。总面积约52平方公里，人口约为18,000人。